# Erissus
Erissus là một chi nhện trong họ Thomisidae.